# Guerre serbo-bulgare

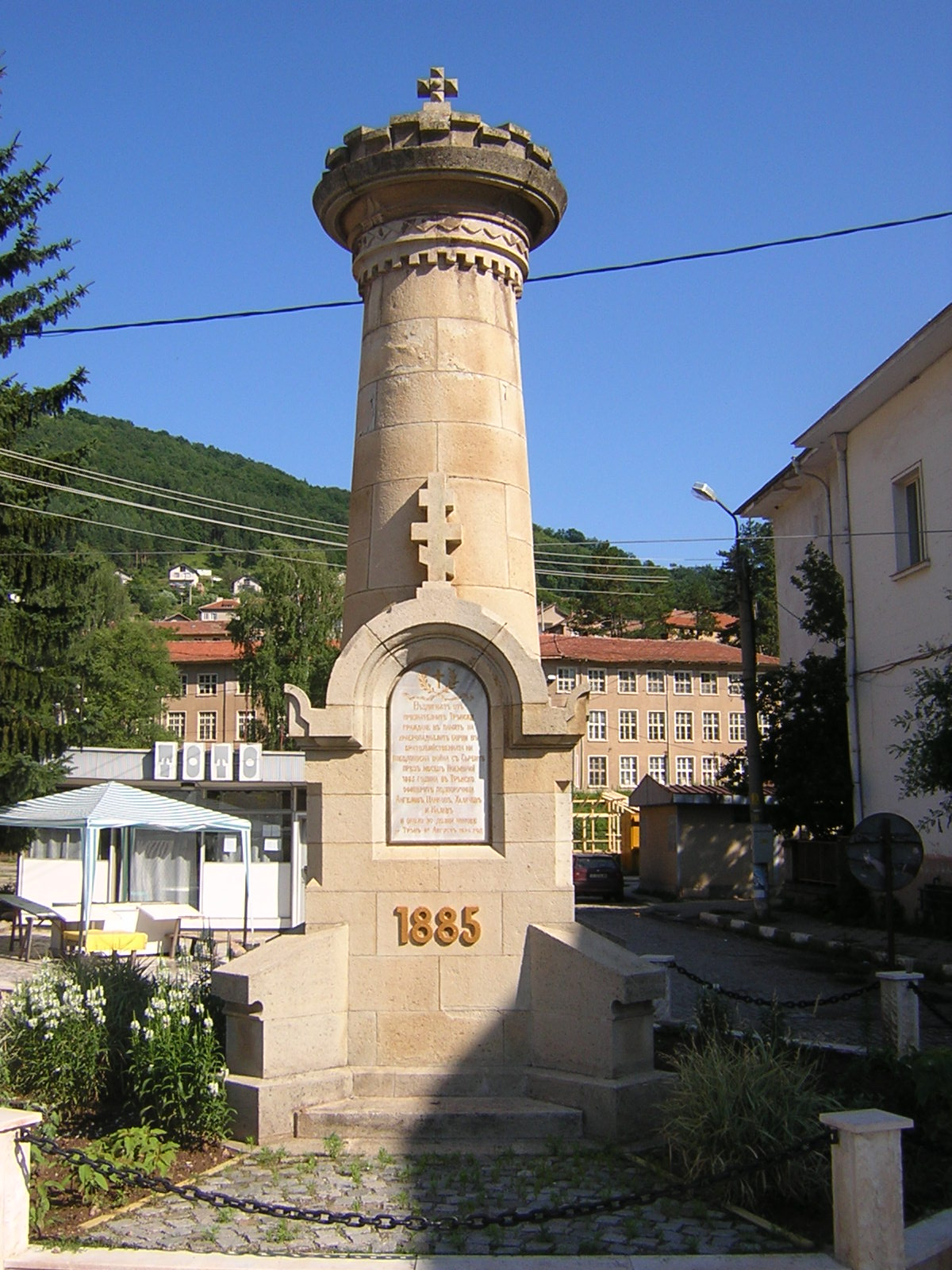
Monument de la guerre serbo-bulgare à Tran, en Bulgarie

La guerre serbo-bulgare (en serbe cyrillique Српско-бугарски рат et en serbe latin Srpsko-bugarski rat, en bulgare Сръбско-българска война), est un conflit militaire qui a duré du 14 novembre 1885 au 3 mars 1886 entre le royaume de Serbie et la principauté de Bulgarie. 

## Contexte
Lors des négociations de ce traité, chacun des deux États a alors l'intention de récupérer plus de territoires de l'Empire ottoman. La Roumélie orientale est détachée de la Bulgarie et reste placée dans la sphère ottomane. Le 18 septembre 1885, des nationalistes bulgares tentent de rattacher la Roumélie à la Bulgarie. 

### Serbie et Bulgarie
Le roi de Serbie Milan Ier se montre opposé au rattachement de la Roumélie orientale à la principauté de Bulgarie. Craignant l'essor de son voisin oriental, il décide de mener une politique étrangère offensive pour tenter de masquer les conflits intérieurs de la Serbie, et réclame à la Bulgarie une « compensation territoriale » à l'est de Pirot
Depuis quelques années, la Bulgarie accueille les réfugiés politiques serbes compromis dans les révoltes contre le pouvoir des Obrenović ; des pourparlers ont lieu entre le royaume de Belgrade et la principauté de Sofia au sujet de ces exilés à partir du mois de mars 1884. 
De plus, Milan a placé son royaume dans la sphère d'influence austro-hongroise ; dès 1883, le royaume serbe apparaît comme un satellite de la double monarchie, les deux monarchies étant liées commercialement par un traité de libre échange et politiquement par une alliance militaire ; cette sujétion serbe à la double monarchie est renforcée par le double engagement de ne pas soutenir l'agitation slave du Sud au sein de la monarchie danubienne et de pas signer de traité international sans l'accord de Vienne.
Ensuite, par delà la politique menée par les princes de Belgrade et de Sofia, les frontières entre les deux pays restent instables, en dépit des accords de 1878, les Ottomans étant remplacés par les Bulgares comme interlocuteurs des Serbes pour la résolution des différents territoriaux dans la région. Dans ce contexte, les deux monarchies alternent provocations et tentatives de négociations afin de définir précisément le tracé de la frontière entre le royaume indépendant de Belgrade et la principauté autonome de Sofia
Enfin, depuis l'été 1884, les relations entre la Serbie et la Bulgarie sont rompues, suscitant l'inquiétude des grandes puissances ; cette inquiétude se matérialise par la tenue d'une conférence tripartite, germano-russo-austro-hongroise, réunie afin de désamorcer la crise : Cette conférence échoue à définir précisément le tracé de la frontière entre les deux États

### Russie et Autriche-Hongrie dans les Balkans
Le congrès de 1878 a fixé les zones d'influence russe et austro-hongroise dans les Balkans encore nominalement placés sous la souveraineté ottomane. 
En effet, la Serbie, alors nouveau royaume indépendant, est fortement liée à la double monarchie, garante de l'expansion serbe en Macédoine ottomane, tant que les responsables en poste à Belgrade restent soumis aux volontés austro-hongroises. 
La Bulgarie, depuis la proclamation de l'autonomie de la principauté, mène une politique alignée sur la politique russe.
Ainsi, dès le début des années 1880, les deux États destinés à participer au conflit de 1886, apparaissent l'un comme l'autre comme placés dans la dépendance la Serbie de l'Autriche-Hongrie, la Bulgarie de la Russie.

## Le conflit

### Déclaration de guerre
Devant le refus bulgare d'évacuer la Roumélie orientale, le roi Milan déclare la guerre à la Bulgarie le 14 novembre 1885.

### Opérations
Les troupes serbes sont ainsi battues par les Bulgares à la bataille de Slivnitsa le 19 novembre 1885, permettant l'invasion de la Serbie par l'armée bulgare. 
Malgré ces succès, Alexandre Ier accepte l'armistice sous la menace de l'intervention militaire austro-hongroise.

## Issue

### La paix de Bucarest
Par le traité de Bucarest du 3 mars 1886, le tracé des frontières serbes est de nouveau confirmé, et la Bulgarie conserve la Roumélie orientale sans avoir à donner de « compensation » à sa voisine.
De plus, les initiatives intempestives serbes contribuent à tendre momentanément les relations entre la double monarchie austro-hongroise et la Russie.
Enfin, certains contentieux demeurent vivaces, obligeant les protagonistes à négocier un « Accord relatif au rétablissement des relations diplomatiques bulgaro-serbes et au règlement des questions pendantes entre les deux pays », définitivement établi à Nič le 13 octobre 1886

### Problèmes intérieurs serbes
Affaibli par cette défaite, Milan Ier abdique en 1889 et laisse le pouvoir à son fils Alexandre. 
En effet, le roi Milan, jugé responsable de la situation du royaume, doit abdiquer de façon définitive en 1889.

### Négociations postérieures
Dans les mois qui suivent la paix entre les deux États, les petits conflits frontaliers sont résolus les uns après les autres.